# Chris Moneymaker
Christopher Bryan Moneymaker (* 21. listopadu 1975 Atlanta, Georgie) je americký pokerový hráč, známý především díky vítězství v Main eventu na World Series of Poker 2003. Toto vítězství zapříčinilo rozvoj pokeru známý jako Moneymakerův efekt, protože Chris Moneymaker vyhrál tento největší pokerový turnaj v poli profesionálů a známých pokerových jmen jako naprostý amatér poté, co se kvalifikoval na online herně PokerStars.

## Kariéra
Chris Moneymaker vystudoval účetnictví na University of Tennessee. Po získání magisterského titulu pracoval jako účetní.

### Pokerové turnaje
Jako amatérský pokerový hráč se přihlásil do online kvalifikace na Main event World Series of Poker, která probíhala za 39 $ na herně PokerStars. Přes ní se probojoval až do hlavního turnaje, který byl jeho prvním živým turnajem v životě. Moneymaker však neměl ani peníze na letenky a ubytování ve Vegas, a tak se rozhodl půjčit si peníze od otce a svého kamaráda. Oběma za půjčení peněz slíbil část případné výhry z turnaje, což se nakonec ukázalo jako mnohem větší částka, než jakou si kdokoliv z nich představoval.
V turnaji se mu podařilo pokořit všech 838 soupeřů a odnesl si tak částku činící 2,5 milionu dolarů. V heads-upu porazil profesionála Sama Farhu, když Moneymakerovo 5♦ 4♠ porazilo Farhovo J♥ 10♦ na boardu J♠ 5♠ 4♣ 8♦ 5♥. Po vítězství v tomto turnaji skončil s prací účetního.
K jeho dalším pokerovým úspěchům patří druhé místo na World Poker Tour 2004 Shooting Stars turnaji, kde vyhrál 200 000 $, či šesté místo na World Championship of Online Poker 2005 $10,300 No limit Hold'em turnaji, ze kterého si odnesl přes 139 000 $.
V dubnu 2010 jeho pokerové výdělky překonaly hranici 3 000 000 dolarů. Z toho největší část (konkrétně 2 532 041 $) samozřejmě pochází z WSOP.
V roce 2016 byl Moneymaker po splnění věkové podmínky 40 let poprvé nominován do Pokerové síně slávy (Poker Hall of Fame). Panel složený z 25 žijících členů Poker Hall of Fame a 20 pokerových novinářů si ale mezi desítkou nominovaných zvolil jiná dvě jména (Todda Brunsona a Carlose Mortensena.

## Jiné aktivity
Po svém vítězství ve WSOP 2003 se stal členem profesionálního pokerového týmu Team PokerStars, což je tým pod záštitou PokerStars, který sdružuje a sponrozuje profesionální pokerové hráče.
Chris Moneymaker také vydal svou autobiografickou knihu. Ta vyšla v březnu 2005 pod názvem Moneymaker: How an Amateur Poker Player Turned $40 into $2.5 Million at the World Series of Poker.
V roce 2005 založil vlastní firmu, MoneyMaker Gaming. Firma se zabývá výrobou pokerových sad, žetonů a různých pokerových doplňků.